# Godzilla kontra Megaguirus
Godzilla kontra Megaguirus (jap. ゴジラ × メガギラス G消滅作戦 Gojira x Megagirasu: Jī Shōmetsu Sakusen) – japoński film wytwórni Tōhō, dwudziesty szósty film z Godzillą i drugi z serii Shinsei.

## Fabuła
Godzilla znów rusza Japonię. Rząd po wcześniejszych atakach potworach powołał do życia zespół pod nazwą G-Graspers, którego zadaniem jest obserwacja potwora i walka z nim. Opracowano specjalne bronie, które w czasie ataku pozwolą im pokonać Godzillę. Broń ta pozwala tworzyć małe czarne dziury, za pomocą których Godzilla zostałby oddalony o miliardy lat świetlnych. Przez powstały po eksperymencie korytarz czasoprzestrzenny do naszego świata przedostaje się olbrzymia ważka Meganula, która znosi jajo (w naszej rzeczywistości). Znalazł je pewien chłopiec i zabrał je do domu, jednak ze strachu przed dorosłymi wyrzuca je do kanału. Z jaja wykluwają się Meganurony, które dziurawią kanalizację, zabijają kilku ludzi i wreszcie kąsają Godzillę, wysysając trochę radioaktywności, którą przekazują swojej królowej, która zamienia się w straszliwego Magaguirusa, który po zażartej walce zostaje pokonany przez Godzillę.

## Obsada
- Misato Tanaka – mjr Kiriko Tsujimori
- Shōsuke Tanihara – Hajime Kudo
- Masatō Ibu – Motohiko Sugiura
- Yuriko Hoshi – prof. Yoshino Yoshizawa
- Hiroyuki Suzuki – Jun Hayasaka
- Masanobu Katsumura – chor. Makoto Nikura
- Mansaku Ikeuchi – st. sierż. Kazuo Mima
- Toshiyuki Nagashima – kpt Takuji Miyagawa
- Makiya Yamaguchi – por. Seiichi Hosono
- Tetsuo Yamashita – ppor. Tomoharu Okumura
- Toshiyuki Nagashima – kpt. Takuya Miyagawa
- Katsuo Nakamura – dr Kou Yamaguchi
- Kazuko Kato – Kaoru Hayasaka
- TOMO – chłopak zaatakowany przez Meganulona
- Motoko Nagino – dziewczyna zaatakowana przez Meganulona
- Kōichi Yamadera – prowadzący Oha Suta
- Emi Ota – prowadzący Oha Suta
- Masaaki Tezuka – szkolny nauczyciel
- Yusaku Yara – Narrator (głos)
- Tsutomu Kitagawa – Godzilla
- Minoru Watanabe – Megaguirus